# Епархия Сан-Кристобаль-де-лас-Касаса
Епархия Сан-Кристобаль-де-лас-Касаса (лат. Dioecesis Sancti Christophori de las Casas) — Епархия Римско-католической церкви с центром в городе Сан-Кристобаль-де-лас-Касас, Мексика. Епархия Сан-Кристобаль-де-лас-Касаса входит в митрополию Тустла-Гутьерресса. Кафедральным собором епархии Сан-Кристобаль-де-лас-Касаса является церковь святого Кристофора.

## История

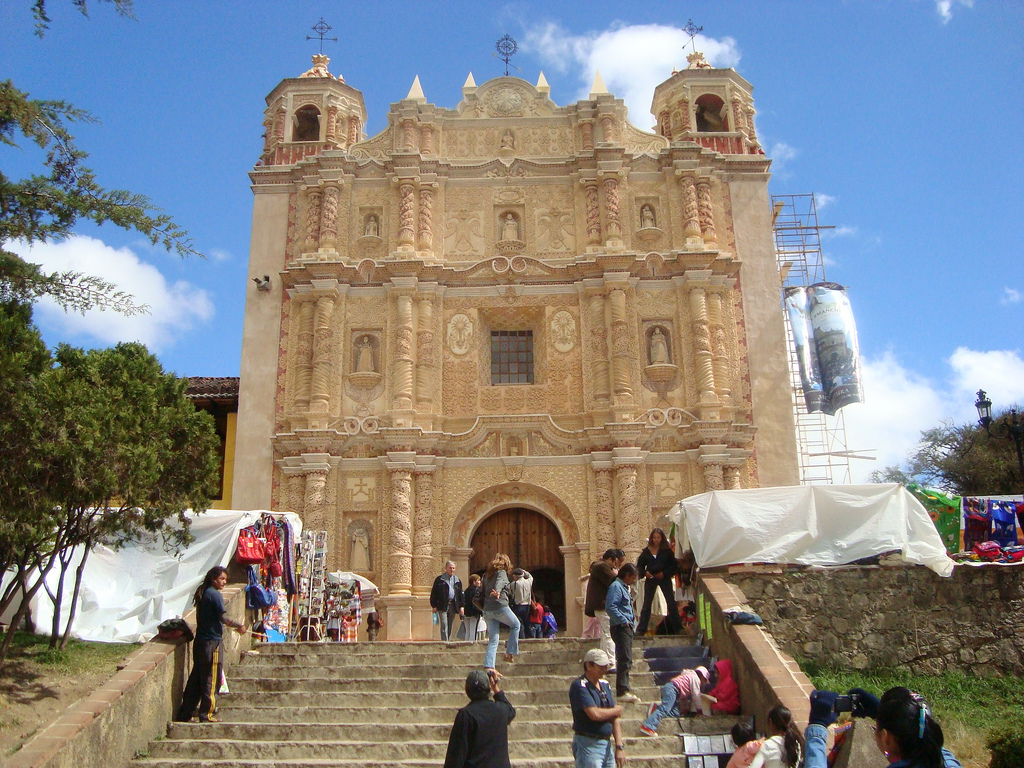
Церковь Санто-Доминго в городе Сан-Кристобаль-де-лас-Касас

19 марта 1539 года Святой Престол учредил епархию Сан-Кристобаль-де-лас-Касаса, выделив её из епархии Антекера. В этот же день епархия Сан-Кристобаль-де-лас-Касаса вступила в митрополию Севильи.
12 февраля 1546 года епархия Сан-Кристобаль-де-лас-Касаса вступила в митрополию Мехико. 16 декабря 1743 года епархия Сан-Кристобаль-де-лас-Касаса вошла в митрополию Гватемалы.
25 апреля 1837 года Римский папа Григорий XVI издал буллу , которой возвратил епархию Сан-Кристобаляь-де-лас-Касаса в митрополию Мехико. 23 июня 1891 года епархия Сан-Кристобаль-де-лас-Касаса вошла в новую митрополию Антекера.
27 октября 1964 года епархия Сан-Кристобаль-де-лас-Касаса передала часть своей территории для возведения новой епархии Тустла-Гутьерресса (сегодня - архиепархия).
25 ноября 2006 года епархия Сан-Кристобаль-де-лас-Касаса вошла в новую митрополию Тустла-Гутьерресса.

## Ординарии епархии
- епископ Juan de Arteaga y Avendaño (1539 – 1541);
- епископ Bartolomé de Las Casas (1543 – 1550);
- епископ Tomás Casillas (1551 – 1567);
- епископ Pedro de Feria (1572 – 1588);
- епископ Andrés de Ubilla (1592 – 1603);
- епископ Lucas Duran (1605 – 1607);
- епископ Juan González de Mendoza (1607 – 1608);
- епископ Juan Tomás de Blanes (1609 – 1612);
- епископ Juan de Zapata y Sandoval (1613 – 1621);
- епископ Bernardino de Salazar y Frías (1621 – 1626);
- епископ Agustín de Ugarte y Sarabia (1629 – 1630);
- епископ Marcos Ramírez de Prado y Ovando (1633 – 1639);
- епископ Cristóbal Pérez Lazarraga y Maneli Viana (1639 – 1640);
- епископ Domingo de Villaescusa y Ramírez de Arellano (1640 – 1651);
- епископ Mauro Diego de Tovar y Valle Maldonado (1652 – 1666);
- епископ Cristóbal Bernardo de Quiros (1670 – 1672);
- епископ Marcos Bravo de la Serna Manrique (1674 – 1679);
- епископ Francisco Núñez de la Vega (1682 – 1698);
- епископ Juan Bautista Alvarez de Toledo (1708 – 1713);
- епископ Jacinto Olivera y Pardo (1714 – 1733);
- епископ José Cubero Ramírez de Arellano (1734 – 1752);
- епископ José Vidal de Moctezuma y Tobar (1753 – 1766);
- епископ Miguel Cilieza y Velasco (1767 – 1768);
- епископ Juan Manuel Garcia de Vargas y Ribera (1769 – 1774);
- епископ Antonio Caballero y Góngora (1775);
- епископ Francisco Polanco (1775 – 1785);
- епископ Jose Martinez Palomino y Lopez de Lorena (1785 – 1788);
- епископ Francisco Gabriel de Olivares y Benito (1788 – 1795);
- епископ Fermín José Fuero y Gómez Martinez Arañon (1795 – 1800);
- епископ Andrés Ambrosio de Llanos y Valdés (1801 – 1815);
- епископ Salvador de Sanmartin y Cuevas (1816 – 1821);
- епископ Luis García Guillén (1831 – 1834);
- епископ José María Luciano Becerra y Jiménez (1839 – 1852);
- епископ Carlos María Colina y Rubio (1854 – 1863);
- епископ Carlos Manuel Ladrón de Guevara 1863 – 1869);
- епископ Germán de Ascensión Villalvazo y Rodríguez (1869 – 1879);
- епископ Ramón María de San José Moreno y Castañeda (1879 – 1883);
- епископ Miguel Mariano Luque y Ayerdi (1884 – 1901);
- епископ José Francisco Orozco y Jiménez (1902 – 1912);
- епископ Maximino Ruiz y Flores (1913 – 1920);
- епископ Gerardo Anaya y Diez de Bonilla (1920 — 1944);
- епископ Lucio Torreblanca (1944 — 1959);
- епископ Самуэль Руис Гарсия (1959 — 2000);
- епископ Фелипе Арисменди Эскивель (2000 — 2017) — кардинал с 28.11.2020;
- епископ Rodrigo Aguilar Martínez (2017– по настоящее время);

## Источник
- Annuario Pontificio, Ватикан, 2007
- Булла Dominico gregi, Raffaele de Martinis, Iuris pontificii de propaganda fide. Pars prima, Tomo V, Romae 1893, стр. 184  (лат.)